# František Cundrla

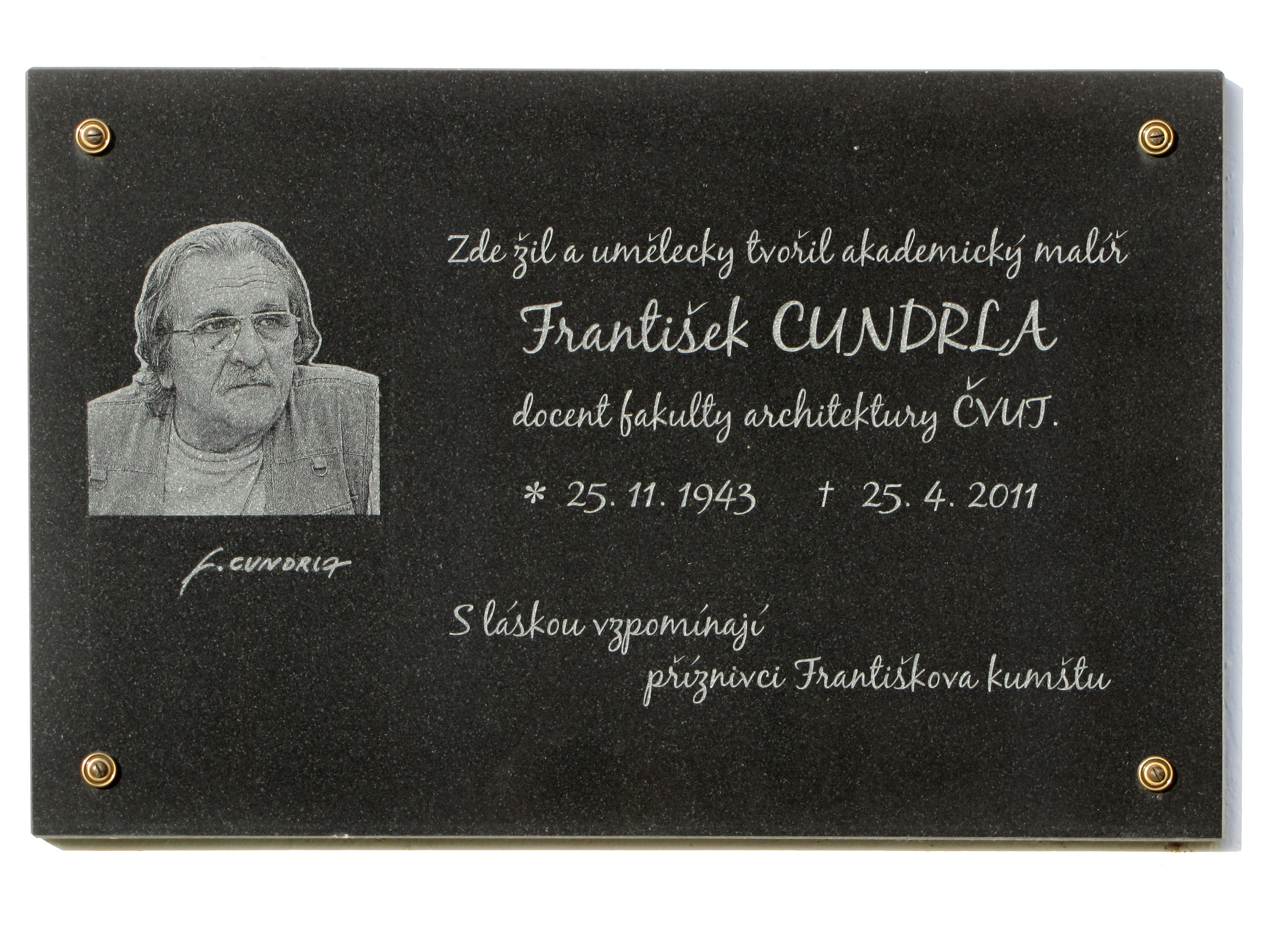
Pamětní deska malíře Františka Cundrly na jeho domě ve Strážnici

František Cundrla (25. listopadu 1943 Strážnice – 25. dubna 2011 Hodonín) byl český malíř a vysokoškolský pedagog pobývající v Praze a zejména ve Strážnici na Moravském Slovácku. K jeho odkazu se hlásí např. malíř a architekt Martin Květ.

## Život
Od dětství se věnoval kresbě a později i malbě. Studoval na UMPRUM v Uherském Hradišti a na AVU v Praze. Jako pedagog začínal na UMPRUM v Uherském Hradišti. Posléze 22 let vyučoval kresbu na Fakultě architektury ČVUT. Přátelil se s malířem Janem Zrzavým a historikem umění Jiřím Kotalíkem. Je znám především skrze zažité interpretace díky svým studiím pohybu, v nichž využíval folklorních a tradičních kulturních motivů okolí Strážnice (motivy tančících figur šohajů). Jeho tvorba čítá ohromné množství malířských a pero-kresebných děl, ve kterých se opakuje pouze několik málo motivů (autor však vypracoval velmi osobitý styl přesahující malbu samu).
Kvůli neobeznámenosti širší veřejnosti (jak laické, tak akademické) je František Cundrla do dnešních dnů spíše neznámá persona dějin českého výtvarného umění a víceméně tak upadl v zapomnění. Se snahou podat systematičtější pohled na malířův život a dílo se od jara roku 2017 věnoval Filip Gorazd Martinek práci na vůbec první rozsáhlejší knize o Františku Cundrlovi. Po usilovné práci kniha nakonec vyšla pod názvem Cundrla: zjevit obraz v roce 2021 (slavnostně uvedena na Hotařské búdě ve strážnických vinohradech 3. 7. 2021) v nakladatelství národopisného a vlastivědného časopisu Slovácka, Malovaného kraje.

## KnihaCundrla: zjevit obraz
Dílo Františka Cundrly čekalo dlouhá léta na své objevení. Publicisticky se ho dotkl herec a ekonom Milan Šimáček a spíše lokální novináři na tzv. moravském Slovácku. S odborným zájmem se na F. Cundrlu a jeho odkaz soustředí až rozsáhlá kniha Cundrla: zjevit obraz, jejímž autorem je Filip Gorazd Martinek (Ph.D. student na Katedře teorií a dějin umění FaVU VUT), opatřena posudkem od teoretičky a historičky umění Kaliopi Chamonikoly a pozitivně kvitována za života historika umění Jiřího T. Kotalíka.

Z anotace knihy:
Kniha ve své první a nejrozsáhlejší části uceleně představuje život a dílo malíře a vysokoškolského pedagoga Františka Cundrly. Ve druhé části se pak nacházejí vzpomínky přátel, známých a studentů. Vše je propojeno bohatým vizuálním materiálem (fotoreprodukce maleb a kreseb, fotografie ze života). Závěr knihy tvoří malá filosofická příloha, která se zabývá promýšlením lidského poznání a důležitostí, jakou v něm hraje obraz.

### Otázka (lokální) identity
Ondřej Krystyník píše, že za jeden z nejsilnějších motivů knihy Filipa G. Martinka můžeme považovat otázku (lokální) identity, která je vystavěna na tematice nepochopení Cundrlova díla jeho okolím, na což naráží i Karel Smyčka ve své recenzi. Martinek „zdůrazňuje lokální identitu („vědomí, že jsme odněkud“), ale zároveň se jasně vyslovuje proti tomu, aby touto identitou bylo dílo uzavíráno do jakési folklórní bubliny, která mu upírá status „skutečného“ umění. Tento myšlenkový proces, který místní identitu považuje za důležitou a zároveň se jí odmítá omezovat, vlastně k této identitě předkládá velmi zralý a střízlivý vztah. V dnešní době, kdy je otázek původu a národnosti tak snadné politicky zneužít, je podobný vztah nesmírně vzácný a potřebný. Člověku, který má potřebu se s vlastním původem srovnat a zaujmout k němu stanovisko (což může někomu znít směšně, ale je to potřeba zcela přirozená), tak může tato kniha nabídnout model sebeidentifikace.“ Oceňuje tak vytvoření možného modelu sebeidentifikace pro čtenáře, který se může na pozadí života a díla F. Cundrly nalézt právě v otázce svého „vědomí, že jsme odněkud“. Podle Krystyníka otázka (lokální) identity rezonuje celou knihou a je něčím velmi důležitým pro naši dobu.